# Tegalega (Bungbulang)
Tegalega is een bestuurslaag in het regentschap Garut van de provincie West-Java, Indonesië. Tegalega telt 2849 inwoners (volkstelling 2010).